# Konstanzer Ach
Die Konstanzer Ach (allgäuerisch Aach) ist ein mit ihrem Oberlauf Jugetbach zusammen über 21 km langer Fluss im Landkreis Oberallgäu an der Südwestspitze Bayerns, der nach einem im Wesentlichen östlichen Lauf in Immenstadt im Allgäu von links in die obere Iller mündet. Das morphologisch sehr ausgeprägte Tal der Konstanzer Ach wird Konstanzer Tal genannt.

## Geographie

### Oberlauf Jugetbach
Die Quelle des am höchsten entspringenden Asts des Jugetbachs entspringt weniger als drei Kilometer nordöstlich der Ortsmitte des Oberstaufener Kirchdorfs Kalzhofen am oberen Südhang der Kalzhofner Höhe (1118 m ü. NHN) etwas über der Tröblersalpe auf etwa 1073 m ü. NHN. Hier beginnt ein kleiner Tobel durch den Jugetwald, dem auf seinem Südwestlauf einige weitere Nebenbachtobel zulaufen. Etwas vor dem Ort Kalzhofen tritt der Jugetbach, weiterhin von einer Galerie begleitet, aus dem Wald und durchläuft das Kirchdorf dann in seinem Unterlaufbogen nach links. Von der Staatsstraße 2005 begleitet, passiert er dann südostwärts die Enge zwischen rechts dem Staufner Berg (1042 m ü. NHN) und links einem von der Salmaser Höhe (1254 m ü. NHN) heranziehenden, erst zuletzt steiler abfallenden Höhenrücken. Am Kreisel der B 308 bei Hinterstaufen nimmt er auf etwa 752 m ü. NHN einen kleinen Bach von rechts auf und wird damit nach gut 5 km Lauf zur Konstanzer Ach.

### Verlauf

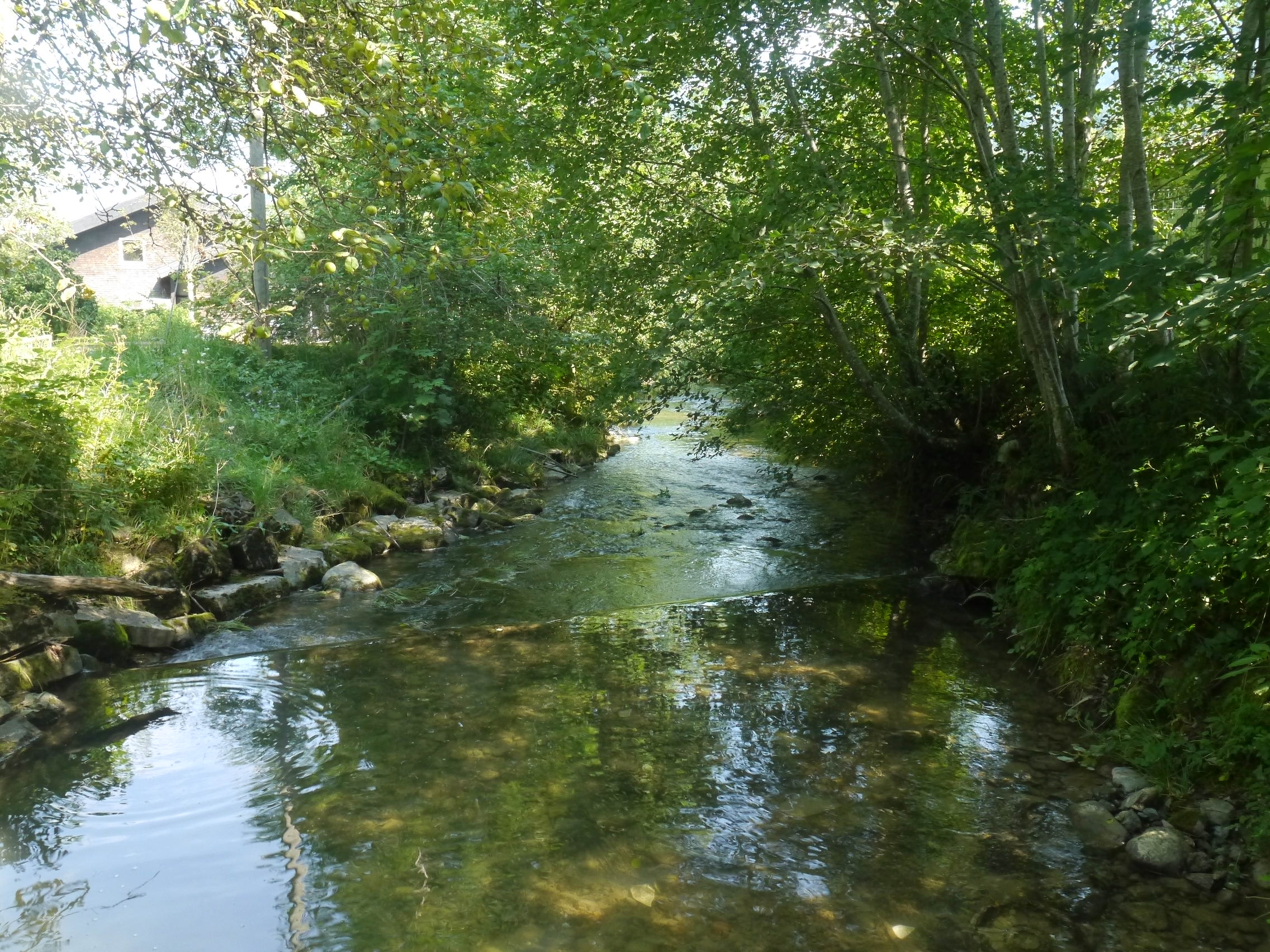
Konstanzer Ach in Thalkirchdorf

Die Konstanzer Ach zieht auf ihrem viel längeren Lauf beständig ostwärts durch das Konstanzer Tal, ein tiefes Kerbtal mit bis über einen Kilometer breiter, sehr flacher Sohle, in dem sie hin und wieder von Entwässerungsgräben begleitet ist und sehr viele meist 1–2 km lange und fast senkrecht zulaufende Hangbäche aus Waldtobeln auf beiden Talseiten einmünden. Zusammen mit der neben ihr einherlaufenden B 308 und der Bahnstrecke Buchloe–Lindau am linken Hangfuß passiert sie die sieben Dörfer Knechtenhofen, Salmas, Lamprechts, Thalkirchdorf, Wiedemannsdorf, Osterdorf und Konstanzer des Oberstaufener Ortsteils Thalkirchdorf. Fluss und Tal setzen sich unverändert in der Gemarkung Bühl am Alpsee des anschließenden Stadtgebiets von Immenstadt im Allgäu fort. Etwas vor dem kleinen Teufelssee rechts wird der Talgrund feucht. Nachdem die Ach den Restsee passiert hat, mündet sie neben dessen eigenem Ablauf in den auf etwa 724 m ü. NHN liegenden Großen Alpsee.
Am Ostende des gut drei Kilometer langen und fast einen Kilometer breiten Sees mit einer Tiefe von etwas über 20 Metern fließt die Konstanzer Ach durch das Immenstädter Kirchdorf Bühl am Alpsee in etwa ostsüdöstlicher Richtung aus. Hier beginnt der nur etwa vier Kilometer lange Unterlauf, auf dem der kleine Fluss gleich nach Bühl den kaum tiefer liegenden, weniger als acht Hektar bedeckenden und viel flacheren Kleinen Alpsee durchläuft. Dann zieht sie durch die Siedlungszone von Immenstadt selbst nördlich an der Altstadt vorbei und mündet schließlich am Nordostende der Stadt von links in die Iller.

### Einzugsgebiet
Das Einzugsgebiet der Konstanzer Ach hat eine Größe von 69 km² und erstreckt sich über 16 km weit recht genau ostwärts von der Ortsmitte des Markts Oberstaufen bis zur Mündung am nordöstlichen Ortsrand von Immenstadt; quer dazu ist es meist unter 5 km breit. Es liegt am Nordwestrand der Allgäuer Alpen zum Nördlichen Alpenvorland. Der höchste Berg darin ist das 1487 m ü. NHN hohe Himmelseck; über ihn zieht die südliche Wasserscheide, die überwiegend höher liegt als die nördliche, die mit bis zu 1254 m ü. NHN am weitesten auf der Salmaser Höhe aufragt.
Auf dieser Nordseite grenzt im Nordwesten das Einzugsgebiet der Oberen Argen an, weiter östlich das der Unteren Argen, die beide über die Argen westwärts zum Bodensee entwässern. Ganz im Nordosten konkurrieren dann kleinere Gewässer wie der Hölltobelbach jenseits der Wasserscheide zu Iller und Donau. Hinter den Bergen im Süden des Konstanzer Tals fließt im Südosten die Gunzesrieder Ach oberhalb der Konstanzer Ach nordöstlich zur Iller. Die dicht hinter der Scheide entstehende Weißach fließt wenig hinter dem mittleren und südwestlichen Teil der Einzugsgebietsgrenze westwärts zur Bregenzer Ach, die nun wieder in den Bodensee und damit zum Rhein entwässert. Der westliche Teil der Gesamtwasserscheide ist damit Teil der Europäischen Hauptwasserscheide zwischen Donau und Schwarzem Meer diesseits sowie Rhein und Nordsee jenseits.
Der Jugetbach verläuft in den Nagelfluhhöhen und Senken, die teils zu den Allgäuer Alpen gerechnet werden, teils nicht, während die Konstanzer Ach mit ihrem Tal an der Grenze zu den Nagelfluh-Schichtkämmen der Allgäuer Alpen verläuft. Die das Tal rechts und links begleitenden Bergrücken bestehen aus Gesteinen der Unteren Süßwassermolasse mit wenigen eingeschlossenen Inseln würmzeitlicher Jungmoräne. Den Talgrund der Konstanzer Ach nimmt eine jungholozäne Talfüllung aus Mergel, Lehm, Sand, Kies, zum Teil auch Torf mit verschiedener Herkunft und Genese ein. Das untere Kerbtal des zulaufenden Steigbachs folgt ungefähr einer kurzen Störungslinie.

### Zuflüsse und Seen
Liste der Zuflüsse und  Seen von der Quelle zur Mündung. Mit Gewässerlänge, Seefläche, Einzugsgebiet und Höhe. Andere Quellen für die Angaben sind vermerkt.

Die Liste bietet nur eine Auswahl insbesondere der zahlreichen Zuflüsse von den beidseitigen Hängen des Konstanzer Tals, von denen von vielen kein Name zu erheben war, auch bei solchen, deren Länge durchaus diejenige von einigen der hier genannten deutlich übertrifft.
Ursprung der Konstanzer Ach auf etwa 752 m ü. NHN am Kreisel der B 308 bei Hinterstaufen. Sie verläuft anfangs und auf dem größten Teil ihres Weges ost- bis ostnordostwärts.
- Jugetbach, linker Hauptstrang-Oberlauf, ca. 5,0 km und ca. 7,6 km². Entsteht auf etwa 1073 m ü. NHN am Südhang der Kalzhofner Höhe wenig nordöstlich über der Tröblersalpe.
  - Tronsberger Bach, von links und Nordosten auf etwa 772 m ü. NHN bei Wengen, mit längstem Oberlauf ca. 4,1 km und ca. 2,9 km². Entsteht auf etwa 1145 m ü. NHN am bewaldeten Westabfall des Salmaser Höhe südwestlich der Hirnbeinalpe von Missen-Wilhams.
- (Bach von der Hündlealpe), von rechts und Südwesten auf etwa 752 m ü. NHN am Kreisel bei Hinterstaufen, ca. 1,0 km und ca. 0,4 km². Entsteht auf etwa 942 m ü. NHN nordwestlich der der Bergbahn von Hinterstaufen auf die Sennalpe.
- Salmaser Bach, von links und Norden auf etwa 742 m ü. NHN bei Salmas, ca. 1,8 km und ca. 0,6 km². Entsteht auf etwa 1039 m ü. NHN am Hüttenberg nordnordöstlich über der Neuschwändlealpe von Thalkirchdorf.
- (Bach durch den Schmidstobel), von rechts und Süden auf etwa 739 m ü. NHN am Bad von Thalkirchdorf, ca. 3,2 km und ca. 2,2 km². Entsteht auf etwa 1220 m ü. NHN südlich über der Herresbergalpe/Pfarrers Alpe von Thalkirchdorf auf dem Denneberg.
- (Bach aus dem Weißbachtobel), von rechts und Südsüdosten auf etwa 736 m ü. NHN zwischen Thalkirchdorf und Osterdorf, ca. 2,3 km und ca. 1,1 km². Entsteht auf etwa 1324 m ü. NHN über der Kuhschwandalpe von Thalkirchdorf.
- Hennenbach, von links und Nordnordwesten auf etwa 735 m ü. NHN gleich nach dem vorigen nach Durchqueren von Wiedemannsdorf, ca. 2,1 km und ca. 0,6 km². Entsteht auf etwa 1183 m ü. NHN nordwestlich der Michelesalpe.
- (Bach aus dem Osterdorfer Tobel), von rechts und Südsüdosten auf etwa 735 m ü. NHN fast noch gegenüber dem vorigen bei Osterdorf, ca. 2,9 km und ca. 1,2 km². Entsteht auf etwa 1391 m ü. NHN über der Schaffneralpe.
- (Bach aus dem Hubertobel), von rechts und Südosten auf etwa 734 m ü. NHN in Konstanzer, ca. 2,8 km und ca. 1,6 km². Entsteht auf etwa 1336 m ü. NHN über der Huberschwändlealpe.
- (Bach aus dem Mühltobel), von rechts und Süden auf etwa 728 m ü. NHN bei Immenstadt im Allgäu-Ratholz, ca. 2,9 km und ca. 1,6 km². Entsteht auf etwa 1465 m ü. NHN über der Ochsenhofalpe.
- (Bach aus dem Radholzer Tobel), von rechts und Südosten auf etwa 727 m ü. NHN bei Ratholz, ca. 3,1 km und ca. 2,2 km². Entsteht auf etwa 1327 m ü. NHN südwestlich unter dem Gschwender Horn.
- Passiert den Teufelsee (725 m ü. NHN[BA 7]) bei Hintersee, etwa 4,4 ha, der rechts neben der Konstanzer Ach in den Großen Alpsee abfließt.
- Fließt nahe bei Hintersee in den Großen Alpsee (724 m ü. NHN[BA 7]) ein, etwa 247 ha.[3]
- (Bach aus dem Fuchstal), von links und Nordwesten in den Großen Alpsee bei Trieblings, ca. 1,2 km und ca. 0,3 km². Entsteht auf etwa 972 m ü. NHN.
- (Bach aus dem Trieblinger Tobel), von links und Nordwesten in den Großen Alpsee durch Trieblings, ca. 2,4 km und ca. 0,7 km². Entsteht auf etwa 1052 m ü. NHN bei der Pfarralpe der Gemeinde Missen-Wilhams.
- (Bach aus dem Hansentobel), von links und Norden in den Großen Alpsee bei Hochreute, ca. 1,6 km mit dem längsten Oberlauf und ca. 0,7 km². Entsteht auf etwa 965 m ü. NHN nahe der Siedelalpe von Immenstadt.
- (Bach aus dem Gschwender Tobel), von rechts und Süden in den Großen Alpsee bei Gschwend, ca. 3,4 km und ca. 2,6 km². Entsteht auf etwa 1375 m ü. NHN am Kemptner Naturfreundehaus.
- (Bach aus dem Gaffertobel), von links und Norden  in den Großen Alpsee bei Hochreute, ca. 0,7 km und ca. 0,2 km². Entsteht auf etwa 861 m ü. NHN über Hochreute.
Fließt durch das Immenstadter Dorf Bühl am Alpsee südöstlich aus dem Großen Alpsee,
- Durchfließt auf etwa 724 m ü. NHN[BA 7] den Kleinen Alpsee zwischen Bühl und Immenstadt, etwa 9,1 ha.
- Hornbach, von rechts und Südwesten auf etwa 724 m ü. NHN am Ortsrand von Immenstadt, ca. 1,9 km und ca. 0,6 km². Entsteht auf etwa 1357 m ü. NHN am oberen Osthang des Immenstädter Horns (1489 m ü. NHN[BA 4]).
- Steigbach, von rechts und Südwesten auf etwa 722 m ü. NHN in Immenstadt nahe der Spitalgasse, 6,8 km[GV 1] mit dem längsten und am höchsten entspringenden Oberlauf und 9,8 km².[GV 2] Der am höchsten beginnende Oberlauf entsteht auf rund 1565 m ü. NHN südlich über der Hinteren Krumbachalpe am Felskamm zwischen Stuiben und Steineberg. Dieser Oberlauf fließt etwa nördlich, zuletzt durch den Steigtobel,  und vereint sich nach etwa 1,7 km kurz vor dem Almagnach-Unterkunftshaus auf etwa 1152 m ü. NHN mit dem letzten der anderen Quellbäche. Der hier entstandene Steigbach fließt nun ostnordöstlich bis nordöstlich.
  - (Bach aus dem Wasserrißtobel), von links und Nordwesten auf etwa 971 m ü. NHN gegenüber Ornach, ca. 0,9 km und ca. 0,1 km². Entsteht auf etwa 1367 m ü. NHN westlich der Wildengundalpe.
  - (Bach aus dem Brennesseltobel), von links und Nordwesten auf etwa 606 m ü. NHN vor der Hölzernen Kapelle, ca. 1,6 km und ca. 0,8 km². Entsteht auf etwa 1307 m ü. NHN nordwestlich der Wildengundalpe am Südosthang des Immenstädter Horns.
- Kochrainbach, von rechts und Südsüdwesten auf etwa 716 m ü. NHN wenig vor der Mündung in Immenstadt, ca. 2,4 km und ca. 1,0 km². Entsteht auf etwa 790 m ü. NHN am Weg zur Riederalpe.

Mündung der Konstanzer Ach von links und zuallerletzt Südwesten auf 714 m ü. NHN am Nordostende von Immenstadt im Allgäu in die Iller. Der Bach ist zusammen mit seinem Oberlauf Jugetbach 21,3 km, ohne diesen etwa 16,3 km lang und hat ein Einzugsgebiet von 68,9 km².

### Ortschaften
Orte und Siedlungsplätze am Lauf mit ihren Zugehörigkeiten. Nur die Namen tiefster Schachtelungsstufe bezeichnen Siedlungsanrainer.
Oberlauf Jugetbach:
- Landkreis Oberallgäu
  - Markt Oberstaufen
    - Gemarkung Oberstaufen
      - Kalzhofen (Kirchdorf)
      - Wengen (Weiler, links am Ufer)
      - Hinterstaufen (Dorf, rechts in etwas Abstand)

Lauf Konstanzer Ach:
- Landkreis Oberallgäu
  - Markt Oberstaufen
    - Gemarkung Thalkirchdorf
      - Knechtenhofen (Dorf, links am Bergfuß)
      - Salmas (Dorf, links am Bergfuß)
      - Lamprechts (Dorf, links am Bergfuß)
      - Thalkirchdorf oder Kirchdorf (Dorf, rechts am Lauf)
      - Wiedemannsdorf (Dorf, links am Bergfuß)
      - Osterdorf (Dorf, rechts in der Talebene)
      - Konstanzer (Dorf, rechts am Lauf)

  - Stadt Immenstadt im Allgäu
    - Gemarkung Bühl am Alpsee
      - Ratholz (Dorf, rechts in der Talebene)
      - Reuter (Einöde, links am Unterhang)
      - Sange (Einöde, links am Unterhang)
      - Hintersee (Einöde, rechts am Hangfuß)

Im Bereich des Großen Alpsees:
- Landkreis Oberallgäu
  - Stadt Immenstadt im Allgäu
    - Gemarkung Bühl am Alpsee
      - Trieblings (Weiler, links am Hangfuß)
      - Gschwend (Weiler, rechts am Unterhang)
      - Hochreute (Einöde, links am Unterhang)
      - Alpseeweis (Einöde, links am Hangfuß)
      - Rieder (Dorf, rechts am Unterhang)
      - Zaumberg (Dorf, links auf dem Hügel)

Am Unterlauf der Konstanzer Ach:
- Landkreis Oberallgäu
  - Stadt Immenstadt im Allgäu
    - Gemarkung Bühl am Alpsee
      - Bühl am Alpsee (Kirchdorf, am Seeauslauf)

    - Gemarkung Immenstadt
      - Immenstadt (Zentrale Stadt)

### BayernAtlas („BA“)
Amtliche Online-Gewässerkarte mit passendem Ausschnitt und den hier benutzten Layern: Lauf und Einzugsgebiet der Konstanzer Ach

Allgemeiner Einstieg ohne Voreinstellungen und Layer: BayernAtlas der Bayerischen Staatsregierung (Hinweise)
1. 1 2 3 4 5  Höhe abgefragt auf dem Hintergrundlayer Amtliche Karte (Rechtsklick).
2. 1 2  Länge abgemessen auf dem Hintergrundlayer Amtliche Karte.
3. 1 2  Einzugsgebiet abgemessen auf dem Hintergrundlayer Amtliche Karte.
4. 1 2 3 4  Höhe nach schwarzer Beschriftung auf dem Hintergrundlayer Amtliche Karte.
5. ↑  Geologie nach dem Layer Geologischen Karte 1:500.000.
6. ↑  Seefläche abgemessen auf dem Hintergrundlayer Amtliche Karte.
7. 1 2 3  Höhe nach blauer Beschriftung auf dem Hintergrundlayer Amtliche Karte.

### Gewässerverzeichnis Bayern („GV“)
1. 1 2 3 4  Länge nach: Verzeichnis der Bach- und Flussgebiete in Bayern – Flussgebiet Donau von Quelle bis Lech, Seite 11 des Bayerischen Landesamtes für Umwelt, Stand 2016 (PDF; 2,3 MB)
2. 1 2 3  Einzugsgebiet nach: Verzeichnis der Bach- und Flussgebiete in Bayern – Flussgebiet Donau von Quelle bis Lech, Seite 11 des Bayerischen Landesamtes für Umwelt, Stand 2016 (PDF; 2,3 MB)

### Sonstige
1. ↑  Deutsches Gewässerkundliches Jahrbuch Donaugebiet 2006 Bayerisches Landesamt für Umwelt, S. 104, abgerufen am 4. Oktober 2017, Auf: bestellen.bayern.de (PDF, deutsch, 24,2 MB).
2. ↑  Hansjörg Dongus: Geographische Landesaufnahme: Die naturräumlichen Einheiten auf Blatt 187/193 Lindau/Oberstdorf. Bundesanstalt für Landeskunde, Bad Godesberg 1991. → Online-Karte (PDF; 6,1 MB)
3. ↑  Dokumentation von Zustand und Entwicklung der wichtigsten Seen Deutschlands: Teil 11 Bayern (PDF; 1,6 MB), S. 26.